# Gmina Saborsko
Gmina Saborsko (chorw. Općina Saborsko) – gmina w Chorwacji, w żupanii karlowackiej. W 2011 roku liczyła  632 mieszkańców.